# Vedène
Vedène település Franciaországban, Vaucluse megyében. Lakosainak száma 11 799 fő (2022. január 1.). Vedène Sorgues, Entraigues-sur-la-Sorgue, Morières-lès-Avignon, Le Pontet és Saint-Saturnin-lès-Avignon községekkel határos.

## Népesség
A település népessége az elmúlt években az alábbi módon változott:
| Lakosok száma | 10 661 | 11 233 | 11 812 | 11 259 | 11 131 | 11 383 | 11 423 | 11 457 | 11 799 |
|               | 2013   | 2015   | 2016   | 2017   | 2018   | 2019   | 2020   | 2021   | 2022   |